# سفارة المكسيك في اليابان
سفارة المكسيك في اليابان هي أرفع تمثيل دبلوماسي لدولة المكسيك لدى اليابان. تقع السفارة في وهي تهدف لتعزيز المصالح المكسيكية في اليابان.

## وصلات خارجية
- قائمة سفارات المكسيك
- قائمة السفارات في اليابان